# Qiongthela yinae
Espèce
Synonymes
- Qiongthela yini Xu, Liu, Kuntner & Li, 2017

Qiongthela yinae est une espèce d'araignées mésothèles de la famille des Liphistiidae.

## Distribution
Cette espèce est endémique de Hainan en Chine,. Elle se rencontre dans le xian de Ledong.

## Description
La femelle holotype mesure 20,50 mm.

## Systématique et taxinomie
Cette espèce a été décrite par Xu, Liu, Kuntner et Li en 2017.

## Étymologie
Cette espèce est nommée en l'honneur de Chang-min Yin.

## Publication originale
- Xu, Liu, Kuntner & Li, 2017 : « Four new species of the primitively segmented spider genus Qiongthela from Hainan island, China (Mesothelae, Liphistiidae). » ZooKeys, no 714, p. 1-11 (texte intégral).